# Elaphoglossum muelleri
Elaphoglossum muelleri är en träjonväxtart som först beskrevs av Eugène Pierre Nicolas Fournier, och fick sitt nu gällande namn av Carl Frederik Albert Christensen. Elaphoglossum muelleri ingår i släktet Elaphoglossum och familjen Dryopteridaceae. Inga underarter finns listade.